# Листем (Селтинський район)
Листе́м (рос. Лыстем) — присілок у складі Селтинського району Удмуртії, Росія.

## Населення
Населення — 31 особа (2010; 48 в 2002).
Національний склад станом на 2002 рік:
- удмурти — 87 %

## Урбаноніми[3]
- вулиці — Нагірна, Північна